# Goin' Off
Goin' Off é o álbum de estúdio de estreia do rapper americano Biz Markie lançado em 1 de março de 1988 pela Cold Chillin' Records. O álbum foi produzido por Marley Marl. Foi elogiado por sua inteligência e humor. Big Daddy Kane escreveu as letras das primeiras cinco faixas do álbum. O álbum também mostrou o talento de Biz Markie no beatbox na canção "Make the Music with Your Mouth, Biz". Uma das suas canções mais conhecidas, "Vapors", está no álbum.
Em 1998, o álbum foi selecionado como um dos 100 Melhores Álbuns de Rap pela The Source.

## Faixas
- Todas as faixas foram produzidas por Marley Marl.

| N.º | Título                                | Duração |  |
| 1.  | "Pickin' Boogers"                     | 4:42    |  |
| 2.  | "Albee Square Mall"                   | 4:43    |  |
| 3.  | "Biz is Goin' Off"                    | 4:50    |  |
| 4.  | "Return of the Biz Dance"             | 3:59    |  |
| 5.  | "Vapors"                              | 4:33    |  |
| 6.  | "Make the Music with Your Mouth, Biz" | 4:56    |  |
| 7.  | "Biz Dance (Part One)"                | 3:38    |  |
| 8.  | "Nobody Beats the Biz"                | 5:42    |  |
| 9.  | "This Is Something for the Radio"     | 5:14    |  |
| 10. | "Cool V's Tribute to Scratching"      | 3:07    |  |